# 世界體育中心亞洲版
《世界體育中心亞洲版》（FOX SPORTS Central Asia，前名為）是一個由FOX體育台製作播出的體育新聞節目，於每星期一至五的19:00（香港版、台灣版為21:00）在亞洲國家播出。節目內容包括各項體育賽事的結果、最新動向、數據統計和精彩賽事影片或圖片。
《世界體育中心》的主要賽事報導是關於足球，主要項目包括英超、西甲和歐聯，以及歐洲和亞洲地區以及的其他聯賽。《世界體育中心》還提供大型國際足球競賽的報導，例如世界盃足球賽、歐洲國家盃和亞洲盃（決賽）等的新聞和精彩片段。節目也會報導地區性的競賽，如南亞地區的老虎盃。
除了足球外，世界體育中心的報導內容還包括高爾夫球、網球的相關賽事。包括美國、歐洲與亞洲的高爾夫球巡迴賽，網球的ATP和WTA大賽以及、和。
《世界體育中心亞洲版》在2003年的亞洲人電視獎贏得「最佳體育類節目」，之後在2005年亞洲人電視獎榮獲「最佳新聞類節目獎」。
2013年1月28日，隨著ESPN Asia改名FOX Sports Asia，英文命名由SportsCenter改名為FOX SPORTS Central，中文仍然稱為世界體育中心。

## 主播
《世界體育中心亞洲版》（包括亞洲及東南亞）的主播是寇麗蒂·王（Colette Wong）、尤地·喬西（Uday Joshi）和史提夫·道森（Steve Dawson）。寇麗蒂曾擔任過CNBC及新加坡體育城的主持人，而來自新加坡的尤地也曾任職於CNBC的。英國出生的史提夫由新加坡《海峽時報》和I頻道新聞部離職後，加入ESPN和衛視體育台。

## 片頭曲
Fox Sports Football Theme（原曲為《NFL on FOX》使用）

## 世界體育中心周末版
《世界體育中心周末版》會播出前一日的賽事精華，節目僅使用英文播放（無論是香港版還是中國版）。

### 播出時間
- 亞洲版：週六19:55、週日20:55
- 香港版：週六22:25、週日22:35

台灣並無播出《世界體育中心周末版》。